# Cyttus traversi
Cyttus traversi is een straalvinnige vissensoort uit de familie van zonnevissen (Cyttidae). De wetenschappelijke naam van de soort is voor het eerst geldig gepubliceerd in 1872 door Hutton.